# Калд, Рауно
Рауно Калд (эст. Rauno Kald; 11 марта 1991, Сяревере, сельсовет Тюри, Ярвамаа) — эстонский футболист, полузащитник, игрок в мини-футбол и пляжный футбол, футбольный судья.

## Биография
Воспитанник клуба «Флора» (Пайде). Взрослую карьеру начал в 2007 году в составе этого же клуба, позже переименованного в «Пайде ЛМ», в низших лигах Эстонии. С 2009 года со своим клубом играл в высшем дивизионе, дебютный матч сыграл 7 марта 2009 года против «Транса», заменив на 65-й минуте Карлиса Сейре. Свой первый гол забил 29 октября 2011 года в ворота «Вильянди». Всего за четыре с половиной сезона в высшей лиге сыграл за «Пайде» 101 матч и забил два гола.
Во второй половине 2013 года выступал в третьем дивизионе за «Ганвикс» (Тюри). Затем на два года прекратил игровую карьеру и стал футбольным арбитром, работал на матчах высшей и первой лиг Эстонии. В 2014 году был главным арбитром в одном матче высшей лиги, в 2015 году — в 9 матчах.
В 2016 году вернулся на поле в качестве игрока. Много лет играл в низших лигах за «Ганвикс». Осенью 2016 года выступал за аутсайдера высшей лиги «Тарвас» (Раквере), провёл 13 матчей.
В 2009 году вызывался в юношескую сборную Эстонии (до 19 лет), сыграл 5 матчей.
Помимо большого футбола, много лет играл за клубы по мини-футболу (футзалу), в том числе в высшей лиге за клубы «Максимум» (Тарту) и «Кохила». В 2018 и 2020 годах участвовал в чемпионатах Эстонии по пляжному футболу.